# L'Étalon (film, 1975)
Pour les articles homonymes, voir L'Étalon.
Pour plus de détails, voir Fiche technique et Distribution.
L'Étalon (en italien Lo stallone) est un film de Tiziano Longo sorti en 1975.

## Synopsis
Une adolescente, Daniela, a des intentions meurtrières à l'égard de sa mère Francesca, étant secrètement amoureuse de son père Guido.

## Fiche technique
- Réalisation : Tiziano Longo
- Production : Lucio Giuliani
- Scénario : Tiziano Longo, Piero Regnoli et Paolo Barbario
- Montage : Mario Gargiulo
- Directeur de la photographie : Antonio Maccoppi
- Musique : Stefano Liberati et Elio Maestosi
- Durée : 87 minutes
- Genre : Dramatique, érotique
- Pays de production :  Italie
- Année : 1975
- Dates de sortie : 
  -  Italie : 26 novembre 1975
  -  France : 21 février 1979

## Distribution
- Gianni Macchia : Valerio
- Annarita Grapputo : Daniela
- Dagmar Lassander : Francesca
- Giorgio Ardisson : Guido
- Stefano Amato : Stefano, ami de Daniela